# اليهودية والسياسة
العلاقة بين الدين اليهودي والسياسة هي موضوع معقد تاريخيًا، وتطوّر مع مرور الوقت متزامنًا مع التغيرات التي طرأت على المجمتع اليهودي والممارسات الدينية، والتغيرات التي طرأت على المجتمعات التي يقطنها اليهود بشكل عام. بالإمكان تقسيم الفكر السياسي اليهودي إلى أربعة أقسامٍ رئيسة: التوراتي (قبل حكم الرومان)، الحاخامي (من نحو العام 100 حتى العام 600 ميلادي)، العصور الوسطى (من نحو العام 600 ميلادي حتى العام 1800) والحديث (منذ القرن الثامن عشر وحتى اليوم).
تعتبر القيادة السياسية من المواضيع الشائعة في الكتاب المقدس العبري، والذي يحتوي بدوره على توصيفٍ لنماذج سياسية مختلفة ومتعددة، وعادة ما تتألف تلك النماذج من مزيجٍ من الإقطاعية القبلية والملكية والثيوقراطية الكهنوتية وحكم الأنبياء. اتسمت التنظيمات السياسية خلال العصرين الحاخامي والأوسط بحكم المجالس والبلاطات اليهودية نصف المستقلة (تتألف عضوية المجلس عادة من الحاخامات فقط)، وكانت تلك المنظمات تحكم المجتمع وتمثّل السلطة العلمانية خارج مجتمع اليهود. بدأت تلك المنظمات بالبروز في القرن التاسع عشر، وتزامنت مع اتساع الحقوق السياسية الممنوحة للأفراد اليهود في المجتمعات الأوروبية، فانتسب اليهود لطيفٍ واسع من الحركات السياسية والفلسفية وأسهموا فيها أيضًا.

## نماذج من التوراة
جاء في التناخ وصفٌ لعدة نماذج سياسية قيادية. أشار ستوارت كوهين إلى وجود ثلاثة مراكز للسلطة حسبما جاء في الكتاب العبري: الكهانة والعرش الملكي والأنبياء.
أحد نماذج الحكم السياسي الواردة في الكتاب المقدس هي الإقطاعية القبلية، والتي تُوزع السلطة من خلالها على القبائل والأعراف المختلفة. هناك نموذج آخر أيضًا هو الملكية الدستورية المحدودة.
جاء في سفر التثنية أمرٌ يخص تنصيب الملوك: «مَتَى أَتَيْتَ إِلَى الأَرْضِ الَّتِي يُعْطِيكَ الرَّبُّ إِلهُكَ، وَامْتَلَكْتَهَا وَسَكَنْتَ فِيهَا، فَإِنْ قُلْتَ: أَجْعَلُ عَلَيَّ مَلِكًا كَجَمِيعِ الأُمَمِ الَّذِينَ حَوْلِي. فَإِنَّكَ تَجْعَلُ عَلَيْكَ مَلِكًا الَّذِي يَخْتَارُهُ الرَّبُّ إِلهُكَ» سفر التثنية الإصحاح 17: الآيتين 14–15.
يحوي الكتاب العبري حوليات معقدة عن ملوك إسرائيل ويهوذا، كُتبت على مر الأجيال ومن طرف مؤلفين تبدلت علاقاتهم وصحبتهم مع حكام الممالك المتعددة واحترامهم لهؤلاء الملوك. حوت بعض الأسفار التاريخية من الكتاب العبري تصويرًا حميميًا للأفراد العاملين في منازل الملوك، مثل شاؤول وديفد وسليمان. أما الشهادات التي تذكر الملوك اللاحقين، فكانت غالبًا بعيدة عن حياة هؤلاء وأقل تفصيلًا، وغالباً ما بدأت بحكم مفاده أن الملك «ارتكب معصية أمام عيني الرب».
يقول دانيال أليعازر إن مبدأ العهد مبدأ أساسي في التقليد السياسي التوراتي، ولاحقًا في الفكر اليهودي الذي برز من الكتاب المقدس.